# مانیا ماکوسکی
مانیا ماکوسکی (انگلیسی: Manya Makoski؛ زادهٔ ۱۸ آوریل ۱۹۸۴) بازیکن فوتبال اهل ایالات متحده آمریکا است.
از باشگاه‌هایی که در آن بازی کرده‌است می‌توان به لس آنجلس سل، اسکای بلو اف‌سی، و آتلانتا بیت اشاره کرد.
وی همچنین در تیم‌های ملی فوتبال United States U-20 women's national soccer team و زیر ۲۳ سال زنان ایالات متحده آمریکا بازی کرده‌است.